# Nano (zpěvačka)
Nano (japonsky ナノ, jméno stylizováno jako nano; *12. července 1988, New York, Spojené státy americké) je japonská zpěvačka amerického původu. Narodila se v New Yorku, ale přestěhovala se do Tokia. Jejím labelem je Flying Dog. Vydala čtyři alba. Zpívá a hraje na kytaru rockové a j-popové skladby.
Vytvořila několik titulních písní pro anime seriály a filmy, mj. „Now or Never“ pro Phi Brain: Puzzle of God,
„No Pain, No Game“ a „Exist“ pro Btooom!, „Savior of Song“ pro Arpeggio of Blue Steel (ve spolupráci s kapelou My First Story), „Born To Be“ pro Magical Warfare, „Sable“ pro M3 the dark metal, „Dreamcatcher“ pro Magical Girl Raising Project, „Bull's Eye“ pro Hidan no Aria a „Rock On.“ pro film Arpeggio of Blue Steel: Ars Nova DC.

## Alba
| Datum vydání    | Název        | Nejlepší pozice v žebříčku Oricon |
| --------------- | ------------ | --------------------------------- |
| 14. března 2012 | Nanoir       | 12                                |
| 27. února 2013  | N            | 8                                 |
| 28. ledna 2015  | Rock On.     | 6                                 |
| 31. května 2017 | The Crossing | 20                                |
| 18. března 2020 | I            | 58                                |
| 15. dubna 2021  | Anthesis     | 74                                |
| 8. února 2023   | Noixe        | —                                 |